# Dexia luzonensis
Dexia luzonensis är en tvåvingeart som först beskrevs av Townsend 1928.  Dexia luzonensis ingår i släktet Dexia och familjen parasitflugor. Inga underarter finns listade i Catalogue of Life.